# Bataille de Slivovë
 (mai 2025).
 (mai 2025).
 (mai 2025).
La bataille de Slivovë s'est déroulée du 16 au 20 avril 1881 entre les forces de la Ligue de Prizren et l'Empire ottoman, dans les environs des villages de Slivovë et Koshare, près de Ferizaj, dans l'actuel Kosovo. Cette bataille est notamment marquée par le sacrifice héroïque de Mic Sokoli, une figure emblématique de la résistance albanaise.

## Contexte historique
À la suite de la guerre russo-turque de 1877-1878, les Albanais, craignant le démembrement de leurs terres au profit des États voisins (Monténégro, Serbie, Bulgarie, Grèce), intensifient leur résistance contre la domination ottomane. Le 10 juin 1878, la Ligue de Prizren est fondée par des intellectuels et des chefs communautaires albanais pour défendre l'intégrité territoriale des terres albanaises et promouvoir une conscience nationale unifiée, transcendant les divisions religieuses et tribales.
Face à l'échec des démarches diplomatiques, la Ligue opte pour la voie militaire. Forte de 30 000 membres armés, elle lance une insurrection contre l'Empire ottoman après les décisions du Congrès de Berlin. En réponse, le sultan ottoman dépêche une armée dirigée par le général Dervish Turgut Pacha pour réprimer la Ligue et céder Ulqin au Monténégro.

## Déroulement de la bataille
Les combats débutent le 16 avril 1881. Les forces de la Ligue, dirigées par Mic Sokoli, Isa Boletini et Sefë Kosharja, établissent leurs positions près de Slivovë et Koshare. Malgré leur infériorité numérique et en armement, les insurgés albanais résistent avec acharnement aux attaques ottomanes pendant quatre jours.
Le 20 avril, à l'aube, Dervish Pacha lance une offensive majeure avec environ 15 000 soldats, appuyés par de l'artillerie lourde. Les combats sont intenses, et les pertes sont élevées des deux côtés. C'est au cours de cette journée que Mic Sokoli accomplit un acte de bravoure exceptionnel : constatant que les canons ottomans causent de lourdes pertes parmi ses compagnons, il se précipite et se jette sur l'un des canons ennemis, sacrifiant sa vie pour sauver ses camarades et ralentir l'avancée ottomane.
Sefë Kosharja, également connu sous le nom de Sefë Qorri, est gravement blessé à la jambe et à la main lors des combats. Capturé par les Ottomans, il est rapidement jugé et exécuté par pendaison.
Isa Boletini, âgé de seulement 17 ans à l'époque, participe activement à la bataille et se distingue par son courage. Il survit à la bataille et deviendra plus tard une figure majeure du mouvement national albanais.

## Conséquences
La défaite de la Ligue de Prizren à Slivovë marque un tournant dans la lutte pour l'autonomie albanaise. Bien que la bataille ait été perdue, le sacrifice de Mic Sokoli devient un symbole puissant de la résistance albanaise et inspire les générations futures dans leur quête d'indépendance.